# 獸齒類
獸齒類（學名：Theriodontia）是獸孔目的第三個主要演化支，生存在二疊紀中期到白堊紀中期。在傳統的林奈分類法裡，獸齒類是似哺乳爬行動物的一個亞目。在親緣分支分類法理，獸齒類不僅包括傳統的獸齒類，還有牠們的哺乳類後代（以親緣分支分類法的話，獸腳亞目恐龍也包括了鳥類次演化支）。
獸齒類跟異齒亞目幾乎同時在二疊紀中期出現，接近約2億6500萬年前。與同時代的恐頭獸亞目與異齒亞目相比，這些早期獸齒類更類似哺乳類。

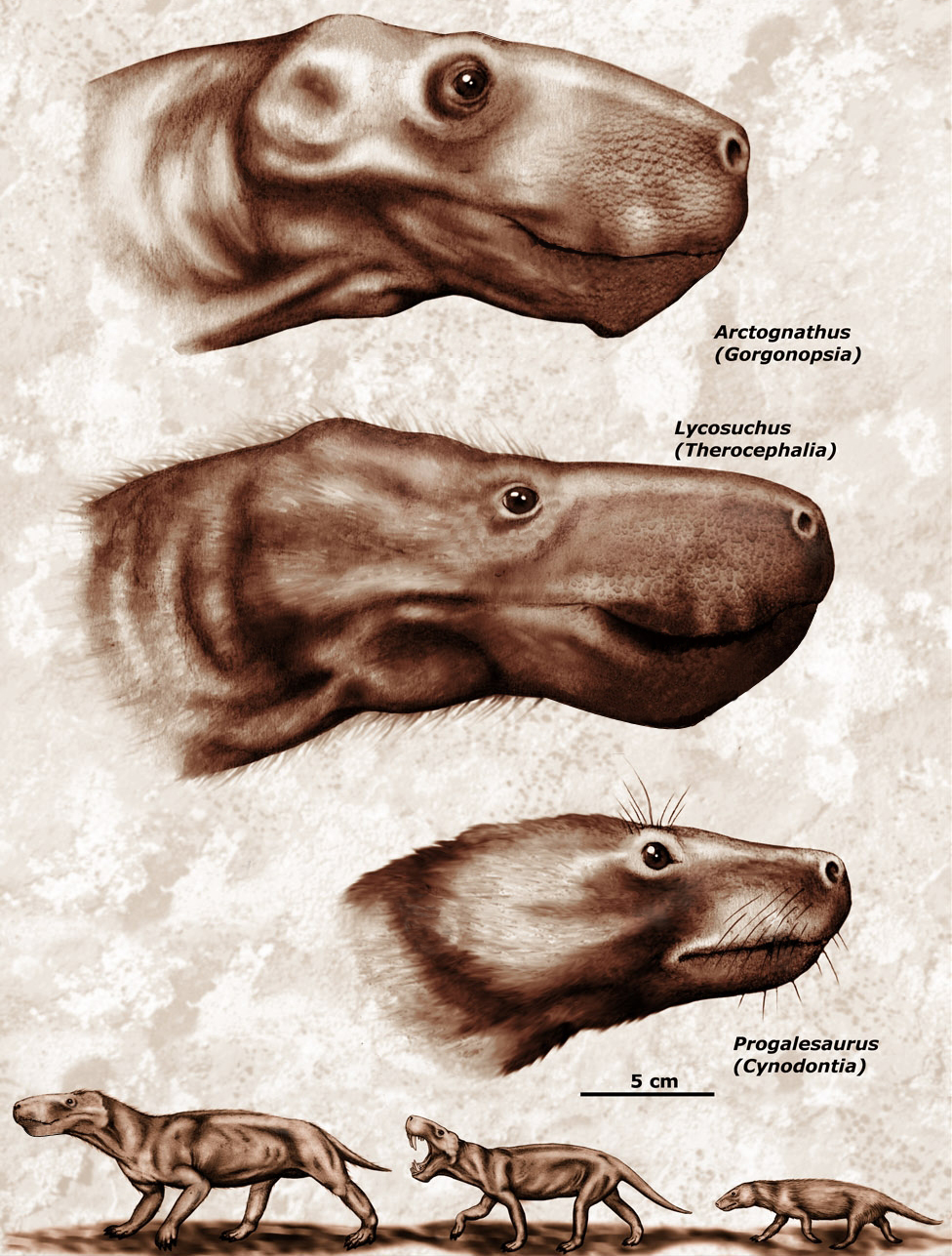
麗齒獸類的熊頜獸(上)、獸頭類的狼鱷獸(中)、犬齒獸類的原鼩龍獸(下)

獸齒類主要分為三類：麗齒獸亞目、獸頭亞目、犬齒獸亞目。早期獸齒類可能已經是溫血動物。早期物種都是肉食性動物，但在三疊紀幾個族群演化成草食性動物。
獸齒類的下頜比其他獸孔目更像哺乳類，因為牠們的齒骨更大，讓牠們咬合時更有效率。還有，其他下頜的骨頭（出現於爬行動物）移動到耳裡，使牠們有更好的聽力，而嘴巴可張的更開。這些特徵使獸齒類成為最成功的獸孔目。
真獸齒類（Eutheriodontia）指的是除了最原始的麗齒獸類以外的獸齒類，包括獸頭類、犬齒獸類與牠們的後代哺乳類。真獸齒類有更大的頭骨，可容納更大的大腦，且使更多下頜肌肉附著。
在二疊紀-三疊紀滅絕事件之後，僅存的合弓動物僅有真獸齒類、二齒獸類。獸頭類包括草食性與肉食性動物，兩者都在早三疊紀後絕種。犬齒獸類是繼續存活的獸齒類，也包括肉食性的犬頜獸與較衍化的草食性橫齒獸科（Traversodontidae）。在三疊紀期間，橫齒獸科的體型從中型演化到大型動物（最長的物種有2公尺長），而肉食性犬齒獸類的體型逐漸縮小。到了三疊紀晚期，小型的犬齒獸類包括：類似齧齒目的三瘤齒獸科（可能是橫齒獸科的近親或是牠們的後代），還有體型迷你、類似鼩鼱的三稜齒獸科，三稜齒獸科最後演化出第一群哺乳類。三稜齒獸科在侏儸紀時期滅絕，三瘤齒獸科在白堊紀滅絕，而哺乳類則持續演化發展。在白堊紀末滅絕事件之後，許多哺乳類存活下來，而恐龍滅亡，使哺乳類可以在地表多樣化發展。

## 外部連結
- Theriodontia - at Paleos